# Moyenneville (Pas-de-Calais)
Pour les articles homonymes, voir Moyenneville.
Moyenneville est une commune française située dans le département du Pas-de-Calais, en région Hauts-de-France. Ses habitants sont appelés les Moyennevillois. La commune est membre de la communauté de communes du Sud-Artois.

## Géographie

### Localisation
Localisée dans le sud-est du département du Pas-de-Calais, Moyenneville est une commune rurale située, à vol d'oiseau, à 9 km au nord-ouest de la commune de Bapaume et à 12 km au sud de la commune d’Arras (aire d'attraction, chef-lieu d'arrondissement et préfecture du Pas-de-Calais).
Le territoire de la commune est limitrophe de ceux de six communes.
Les communes limitrophes sont  Ablainzevelle, Ayette, Boiry-Saint-Martin, Boisleux-au-Mont, Courcelles-le-Comte et Hamelincourt.

### Géologie et relief
La superficie de la commune est de 6,48 km2 ; son altitude varie de 91  à   128 m.

### Hydrographie
Le territoire de la commune est situé dans le bassin Artois-Picardie,,.

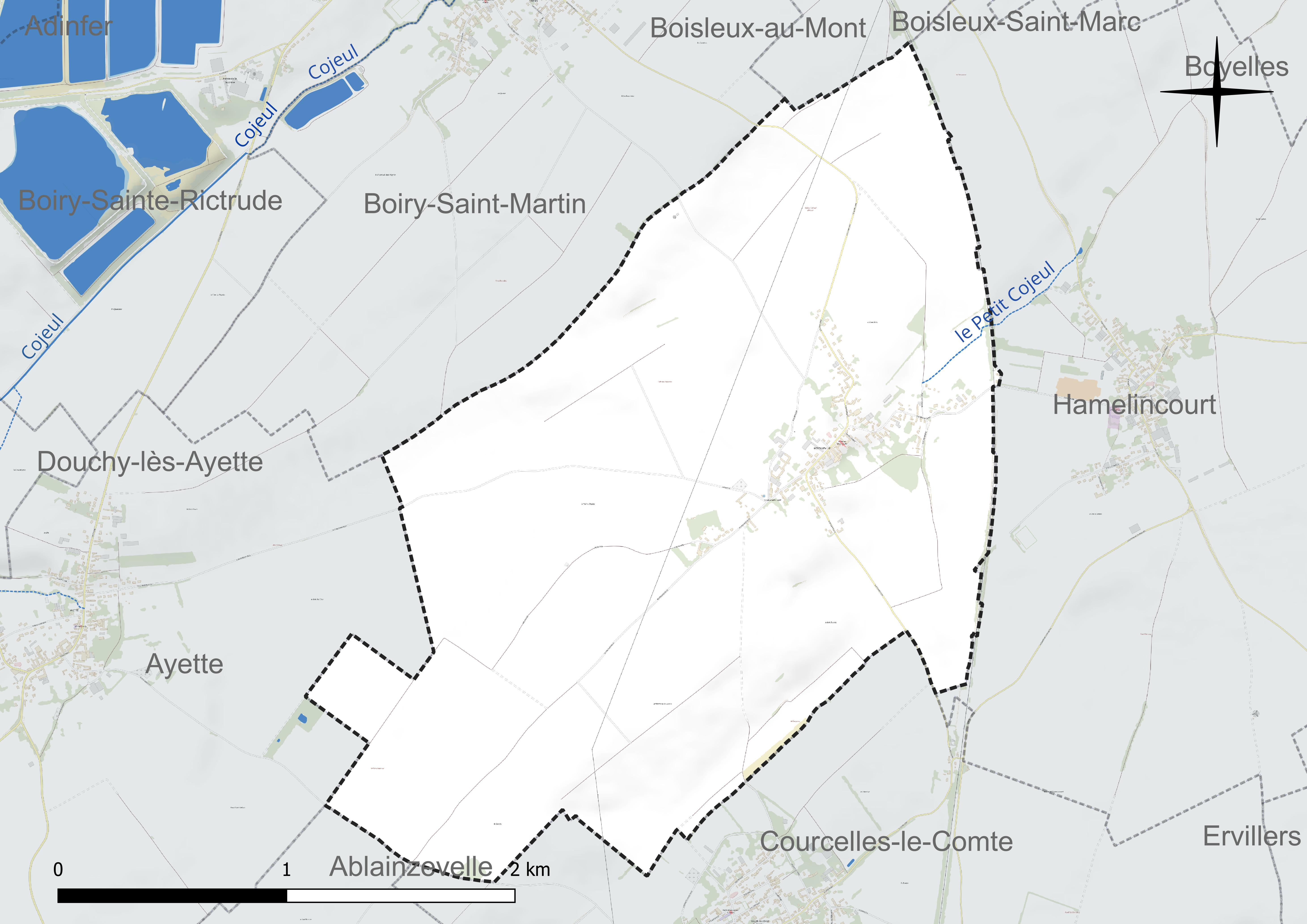
Réseau hydrographique de Moyenneville.

### Climat
Pour des articles plus généraux, voir Climat des Hauts-de-France et Climat du Nord-Pas-de-Calais.
En 2010, le climat de la commune est de type climat océanique dégradé des plaines du Centre et du Nord, selon une étude du CNRS s'appuyant sur une série de données couvrant la période 1971-2000. En 2020, Météo-France publie une typologie des climats de la France métropolitaine dans laquelle la commune est exposée à un climat océanique et est dans la région climatique Nord-est du bassin Parisien, caractérisée par un ensoleillement médiocre, une pluviométrie moyenne régulièrement répartie au cours de l'année et un hiver froid (3 °C).
Pour la période 1971-2000, la température annuelle moyenne est de 10,2 °C, avec une amplitude thermique annuelle de 14,3 °C. Le cumul annuel moyen de précipitations est de 795 mm, avec 11,9 jours de précipitations en janvier et 8,9 jours en juillet. Pour la période 1991-2020, la température moyenne annuelle observée sur la station météorologique la plus proche, située sur la commune de Wancourt à 10 km à vol d'oiseau, est de 10,8 °C et le cumul annuel moyen de précipitations est de 711,4 mm,. Pour l'avenir, les paramètres climatiques de la commune estimés pour 2050 selon différents scénarios d'émission de gaz à effet de serre sont consultables sur un site dédié publié par Météo-France en novembre 2022.

### Paysages
Pour un article plus général, voir Paysage en France.
La commune est située dans le paysage régional des grands plateaux artésiens et cambrésiens tel que défini dans l'atlas des paysages de la région Nord-Pas-de-Calais, conçu par la direction régionale de l'Environnement, de l'Aménagement et du Logement (DREAL),. Ce paysage régional, qui concerne 238 communes, est dominé par les « grandes cultures » de céréales et de betteraves industrielles qui représentent 70 % de la surface agricole utilisée (SAU).

### Milieux naturels et biodiversité
L’Inventaire national du patrimoine naturel (INPN) recense plusieurs espèces faunistiques et floristiques sur le territoire de la commune dont certaines sont protégées et d’autres menacées et quasi-menacées.

## Urbanisme

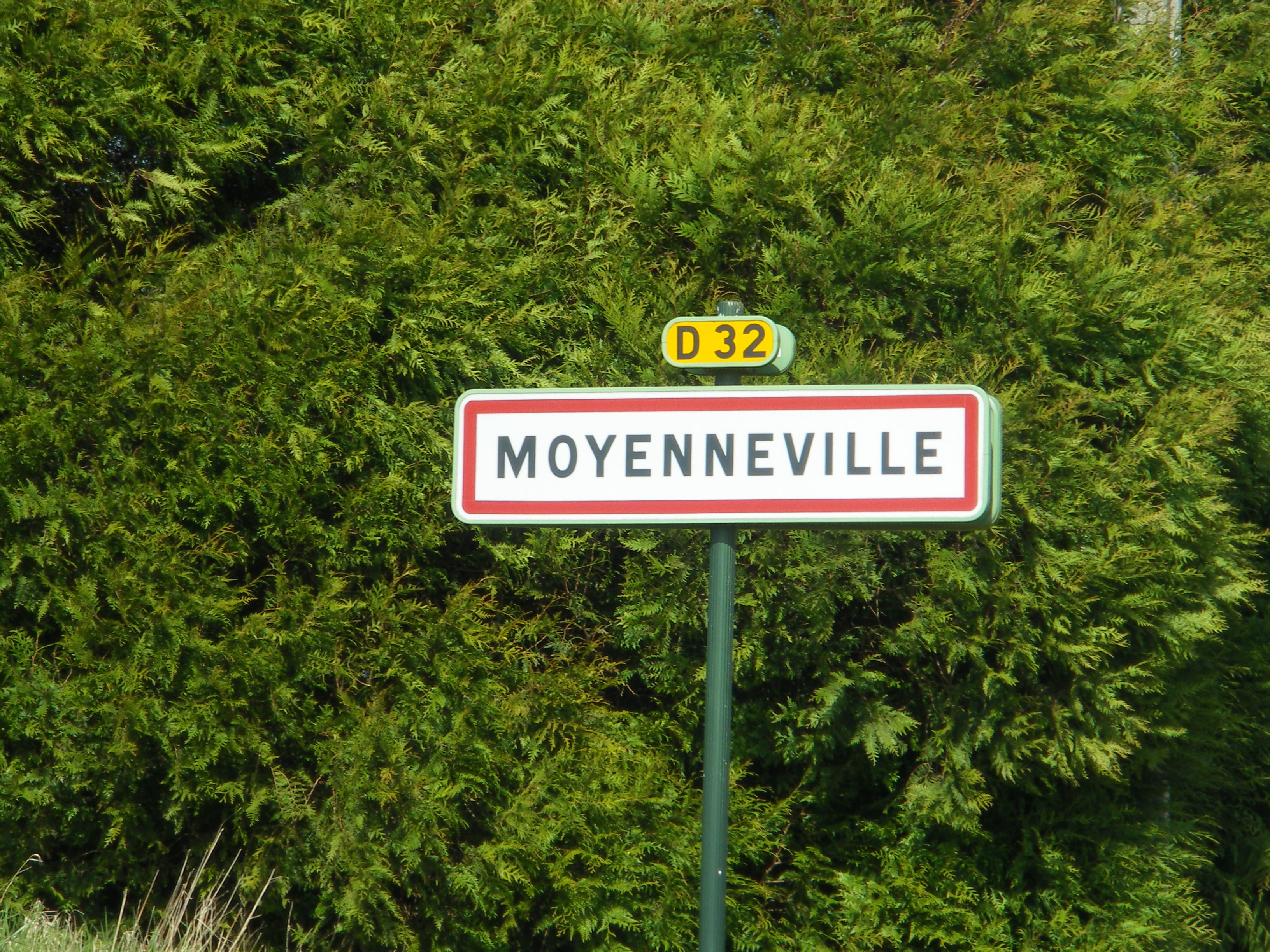
Panneau d'entrée de la commune.

### Typologie
Au 1er janvier 2024, Moyenneville est catégorisée commune rurale à habitat dispersé, selon la nouvelle grille communale de densité à sept niveaux définie par l'Insee en 2022.
Elle est située hors unité urbaine. Par ailleurs la commune fait partie de l'aire d'attraction d'Arras, dont elle est une commune de la couronne,. Cette aire, qui regroupe 163 communes, est catégorisée dans les aires de 50 000 à moins de 200 000 habitants,.

### Occupation des sols
L'occupation des sols de la commune, telle qu'elle ressort de la base de données européenne d'occupation biophysique des sols Corine Land Cover (CLC), est marquée par l'importance des territoires agricoles (95,2 % en 2018), en diminution par rapport à 1990 (100 %). La répartition détaillée en 2018 est la suivante : 
terres arables (95,2 %), zones urbanisées (4,8 %). L'évolution de l'occupation des sols de la commune et de ses infrastructures peut être observée sur les différentes représentations cartographiques du territoire : la carte de Cassini (XVIIIe siècle), la carte d'état-major (1820-1866) et les cartes ou photos aériennes de l'IGN pour la période actuelle (1950 à aujourd'hui).

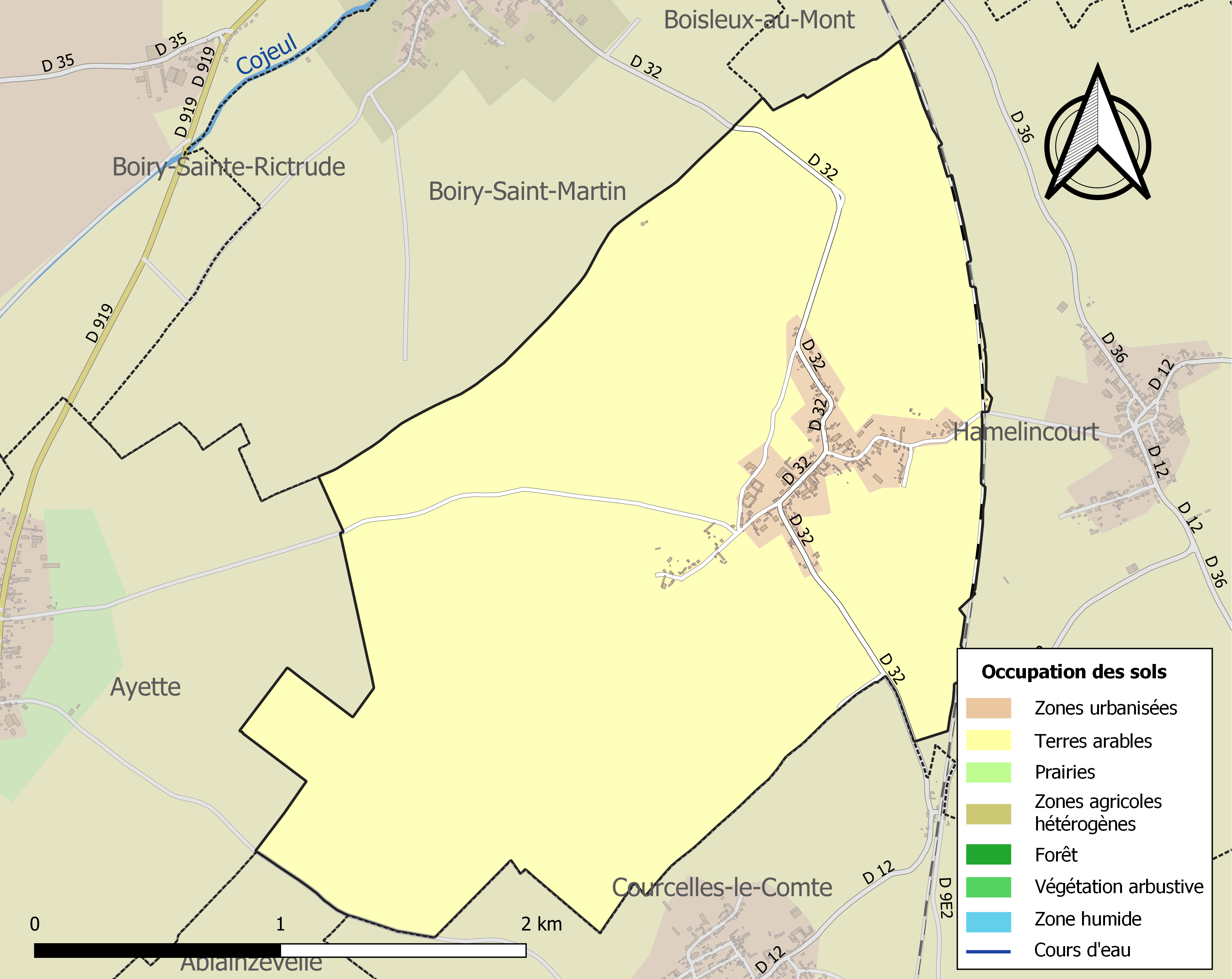
Carte des infrastructures et de l'occupation des sols de la commune en 2018 (CLC).

## Toponymie
Le nom de la localité est attesté sous les formes Medonivilla en 680 ; Mediana villa en 1097 ; Medunvilla en 1104 ; Mediavilla au XIIe siècle ; Moienevilla en 1212 ; Medioville en 1260 ; Moihieneville en 1263 ; Moiieneville en 1273 ; Moyaneville en 1310 ; Moiienneville en 1330-1331 ; Moieneville en 1330 ; Moienneville en 1380 ; Moyenville en 1651 ; Moyenneville en 1793 et depuis 1801.
En toponymie, « moyen » a eu sans doute le sens d'intermédiaire, à mi-route, « qui occupe une situation intermédiaire entre deux endroits »

## Histoire

### Première Guerre mondiale
À l'issue de la Première Guerre mondiale, le village est décoré de la croix de guerre 1914-1918 le 23 septembre 1920, distinction également attribuée à 276 autres communes du Pas-de-Calais.

## Politique et administration

### Découpage territorial
La commune se trouve  dans l'arrondissement d'Arras du département du Pas-de-Calais.

#### Commune et intercommunalités
La commune était membre de la petite communauté de communes du sud Arrageois, créée fin 1992.
Dans le cadre de la réforme des collectivités territoriales françaises, cette intercommunalité est dissoute et une partie de ses communes rejoint la nouvelle intercommunalité créée le  1er janvier 2013 par la fusion de la  communauté de communes de la région de Bapaume et de  la communauté de communes du canton de Bertincourt.
C'est ainsi que la commune est désormais membre de la communauté de communes du Sud-Artois. Cette communauté de communes regroupe 64 communes et compte 27 059 habitants en 2021.

#### Circonscriptions administratives
La commune faisait partie depuis  1801 du canton de Croisilles. Dans le cadre du redécoupage cantonal de 2014 en France, la commune est désormais rattachée au canton de Bapaume.

#### Circonscriptions électorales
Pour l'élection des députés, la commune fait partie depuis 2012 de la première circonscription du Pas-de-Calais.

### Élections municipales et communautaires

#### Liste des maires
| Période                                  | Période                    | Identité          | Étiquette | Qualité                                           |
| ---------------------------------------- | -------------------------- | ----------------- | --------- | ------------------------------------------------- |
| Les données manquantes sont à compléter. |                            |                   |           |                                                   |
| avant 1981                               |                            | Albert Thomé      | PS        |                                                   |
| Les données manquantes sont à compléter. |                            |                   |           |                                                   |
|                                          | juillet 2010               | Jean-Paul Letombe |           | Démissionnaire                                    |
| juillet 2010                             | juin 2016                  | Jean-Marie Blaise |           | Retraité de la fonction publique Mort en fonction |
| septembre 2016                           | En cours (au 30 mars 2022) | François Caron    |           | Agriculteur Réélu pour le mandat 2020-2026,       |

## Équipements et services publics

### Enseignement
Les enfants de la commune sont scolarisés par le regroupement pédagogique intercommunal (RPI) qui regroupe Boisleux-au-Mont, Boisleux-Saint-Marc, Hamelincourt et Moyenneville.

## Population et société

### Démographie
Les habitants sont appelés les Moyennevillois.

#### Évolution démographique
L'évolution du nombre d'habitants est connue à travers les recensements de la population effectués dans la commune depuis 1793. Pour les communes de moins de 10 000 habitants, une enquête de recensement portant sur toute la population est réalisée tous les cinq ans, les populations de référence des années intermédiaires étant quant à elles estimées par interpolation ou extrapolation. Pour la commune, le premier recensement exhaustif entrant dans le cadre du nouveau dispositif a été réalisé en 2004.

En 2022, la commune comptait 289 habitants, en évolution de +8,65 % par rapport à 2016 (Pas-de-Calais : −0,72 %, France hors Mayotte : +2,11 %).
| 1793 | 1800 | 1806 | 1821 | 1831 | 1836 | 1841 | 1846 | 1851 |
| ---- | ---- | ---- | ---- | ---- | ---- | ---- | ---- | ---- |
| 272  | 311  | 306  | 367  | 388  | 413  | 434  | 440  | 432  |

| 1856 | 1861 | 1866 | 1872 | 1876 | 1881 | 1886 | 1891 | 1896 |
| ---- | ---- | ---- | ---- | ---- | ---- | ---- | ---- | ---- |
| 410  | 424  | 427  | 403  | 396  | 418  | 418  | 385  | 380  |

| 1901 | 1906 | 1911 | 1921 | 1926 | 1931 | 1936 | 1946 | 1954 |
| ---- | ---- | ---- | ---- | ---- | ---- | ---- | ---- | ---- |
| 400  | 379  | 338  | 237  | 247  | 266  | 258  | 232  | 260  |

| 1962 | 1968 | 1975 | 1982 | 1990 | 1999 | 2004 | 2006 | 2009 |
| ---- | ---- | ---- | ---- | ---- | ---- | ---- | ---- | ---- |
| 268  | 276  | 253  | 285  | 289  | 298  | 282  | 277  | 289  |

| 2014 | 2019 | 2022 | - | - | - | - | - | - |
| ---- | ---- | ---- | - | - | - | - | - | - |
| 272  | 283  | 289  | - | - | - | - | - | - |

#### Pyramide des âges
En 2018, le taux de personnes d'un âge inférieur à 30 ans s'élève à 34,3 %, soit en dessous de la moyenne départementale (36,7 %). À l'inverse, le taux de personnes d'âge supérieur à 60 ans est de 30,0 % la même année, alors qu'il est de 24,9 % au niveau départemental.
En 2018, la commune comptait 139 hommes pour 138 femmes, soit un taux de 50,18 % d'hommes, légèrement supérieur au taux départemental (48,50 %).
Les pyramides des âges de la commune et du département s'établissent comme suit.
| Hommes | Classe d’âge | Femmes |
| ------ | ------------ | ------ |
| 1,4    | 90 ou +      | 2,8    |
| 6,3    | 75-89 ans    | 12,1   |
| 18,3   | 60-74 ans    | 19,1   |
| 19,7   | 45-59 ans    | 18,4   |
| 15,5   | 30-44 ans    | 17,7   |
| 22,5   | 15-29 ans    | 13,5   |
| 16,2   | 0-14 ans     | 16,3   |

| Hommes | Classe d’âge | Femmes |
| ------ | ------------ | ------ |
| 0,5    | 90 ou +      | 1,6    |
| 5,6    | 75-89 ans    | 8,9    |
| 16,7   | 60-74 ans    | 18,1   |
| 20,2   | 45-59 ans    | 19,2   |
| 18,9   | 30-44 ans    | 18,1   |
| 18,2   | 15-29 ans    | 16,2   |
| 19,9   | 0-14 ans     | 17,9   |

## Culture locale et patrimoine

### Lieux et monuments
- L'église Saint-Bertin.
- Le monument aux morts, surmonté d'une croix de guerre[36].

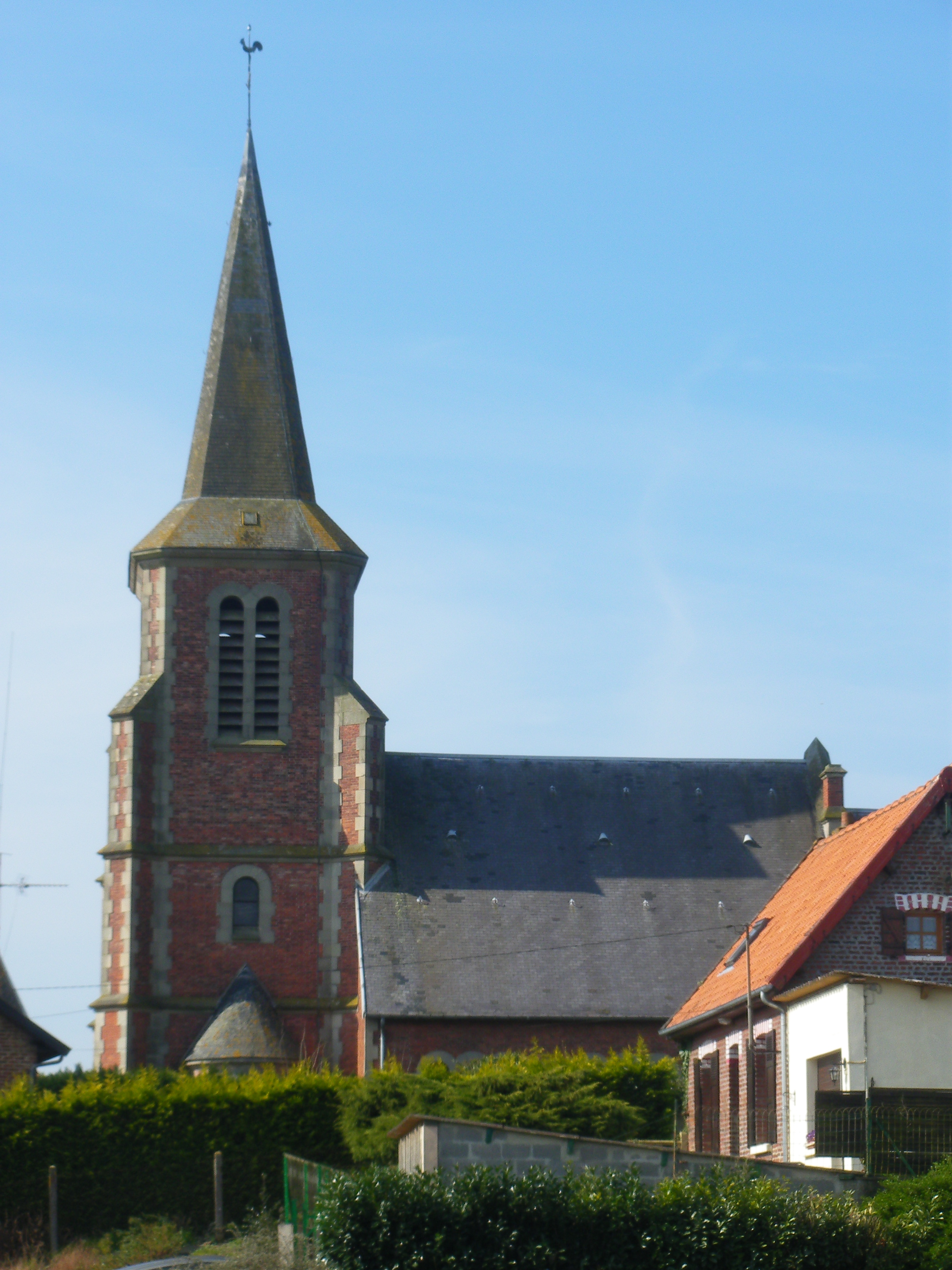
L'église.
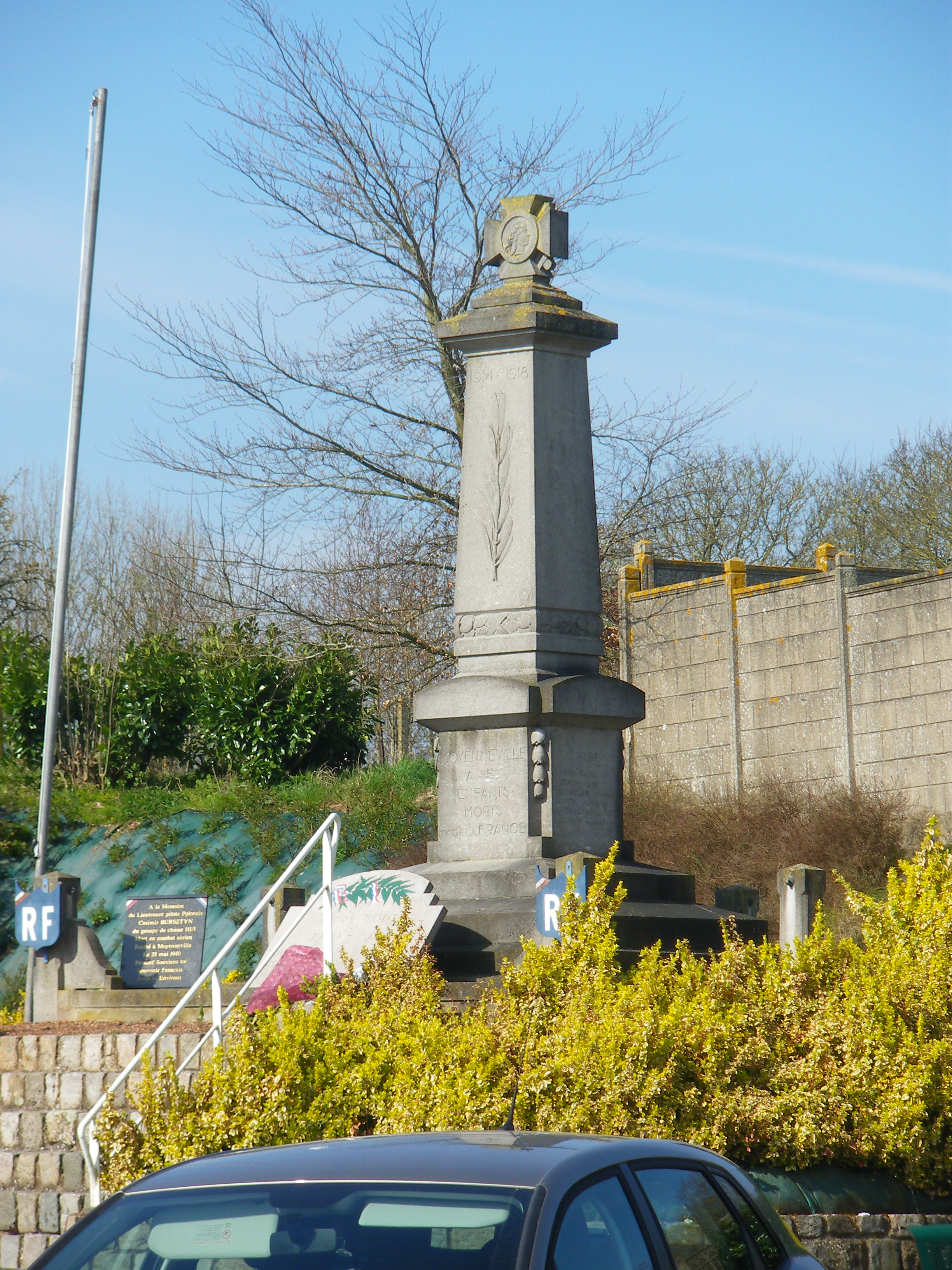
Le monument aux morts.

### Personnalités liées à la commune
- Casimir Bursztyn, Lieutenant pilote, officier polonais, abattu  le 25 mai 1940 sur le territoire de la commune pendant la bataille de France[37].
- René Thomé, abattu le 1er septembre 1944 par les SS battant en retraite[38].

### Héraldique
| Blason de Moyenneville | Blason  | Parti : au 1er d'argent à la Vierge de carnation tenant l'Enfant Jésus du même, tous deux auréolés et vêtus d'azur, l'enfant tenant un sceptre fleurdelisé du même, au 2e fascé de vair et de gueules. |
| Blason de Moyenneville | Détails | Le statut officiel du blason reste à déterminer. |

## Pour approfondir

#### Bases de données, dictionnaires et encyclopédies
- Ressources relatives à la géographie :   - Insee (communes)
  - Ldh/EHESS/Cassini
- Ressource relative à plusieurs domaines :   - Annuaire du service public français
- Notices d'autorité :   - BnF (données)